# Воля-Буковська
Воля-Буковська (пол. Wola Bukowska) — село в Польщі, у гміні Серокомля Луківського повіту Люблінського воєводства.
Населення — 166 осіб (2011).
У 1975-1998 роках село належало до Седлецького воєводства.

## Демографія
Демографічна структура станом на 31 березня 2011 року:
|          | Загалом | Допрацездатний вік | Працездатний вік | Постпрацездатний вік |
| -------- | ------- | ------------------ | ---------------- | -------------------- |
| Чоловіки | 79      | 20                 | 49               | 10                   |
| Жінки    | 87      | 17                 | 48               | 22                   |
| Разом    | 166     | 37                 | 97               | 32                   |